# Richard Norén
Gustaf Richard Norén, född 19 januari 1847 i Lidköping, död 28 januari 1922 i Rönninge i Salems socken i Stockholms län, var en svensk kyrkoherde, hymnolog, kompositör och tecknare. Han gav ut samlingen Sveriges vår med egna tonsättningar av fosterländska sånger (1914). Han utnämndes till teologie doktor 1915 i Uppsala.

## Biografi
Richard Norén var son till kyrkoherden Johan Norén och Brita Lovisa Gustafva Roos af Hjelmsäter och gift 1880–1881 med Selma Lovisa Alexandra Öhman och från 1882 med Sofia Augusta Eugina Pettersson samt far till Bertil Norén. Richard Norén var bror till tidningsmannen Oscar Norén.
Norén blev student vid Uppsala universitet 1868, prästvigdes 1873 och arbetade som folkskoleinspektör i Hälsingland. Han blev kyrkoherde i Skånela församling i Uppsala stift 1893, i Torstuna församling 1901 samt var från 1898 kontraktsprost där. Han slutade sin tjänst inom kyrkan som kyrkoherde i Torstuna församling.
Norén verkade i nära samarbete med organisten John Morén för en reformering av kyrkosången på grundval av rytmiska koraler. Han var länge en av de ledande krafterna i Kyrkosångens vänner. Förutom sångsamlingar för skolan, också i samarbete med Morén, och en mängd artiklar i olika tidskrifter utgav han I kyrkosångsfrågan (1890), Om den nyare kyrkosångshistoriska forskningen och dess betydelse (1892), Om den gammalrytmiska koralen (1897), en edition av Svenska mässan (samma år) och en Melodipsalmbok (1898). 
Han redigerade under åren 1905–1908 tillsammans med Herman Palm och Johnny Roosval tidskriften Kult och konst. Han komponerade melodier till ett stort antal psalmer och sånger. Han införde så kallade vespergudstjänster, frivilligt anordnade liturgiskmusikaliska gudstjänster i Sverige. Han var 1894-1897 ledamot i kommittén för utarbetande av musik till svenska mässan.
Vid sidan av sitt arbete gjorde han sig känd som en framstående kyrkomusiker och tecknare. Bland hans efterlämnade teckningar märks en svit kulturhistoriskt intressanta topografiska teckningar från Skara.
Tillsammans med kantorn i Hedvig Eleonora kyrka Johan ”John” Morén gav han (1891–1984) ut Valda koraler i gammalrytmisk form samt Liturigiskt-musikaliskt material till vespergudstjänster 1898.

### Utgivna av andra
- 1892 - Åter "Litet i koralfrågan": i anledning af Richard Noréns koraler i gammalrytmisk form (av Jonas Fredrik Törnwall) (P. M. Sahlströms bokhandel, Linköping)
- 1899 - 25 sånger med piano-accompagnement för flickskolornas högre sångklasser och den elementära undervisningen i solosång (utgiven av Elsa Uppling)

### Kompositioner
Sånger för manskör (manskvartetter) komponerade av Richard Norén. Årtalet inom parentes anger det år stycket publicerades i kvartetthäftet utgivet av Sällskapet för svenska kvartettsångens befrämjande.
- Sångarens farväl (1889)
- Hör klockorna ringa (1892)
- Irmelin rosen (1892)
- Gammal melodi från äldsta kristna tiden (1900)
- Lofsång (Ps. 117 —Tillegn. sv. K. F. U. M:s sångkör) (1902)
- Till Österland (1905)
- En nyårslåt  (1906)
- Sverige (1906)
- Aftonsol (1918)
- Högsommarvisa (1922)
- I Solnedgången (1925)